# عين الطريق
عين الطريق هي إحدى القرى المحتلة والمدمرة التابعة لمركز مسعدة التابع لمحافظة القنيطرة في هضبة الجولان بجنوب غرب سوريا.
قرية تتبع ناحية مسعدة، منطقة مركز ومحافظة القنيطرة (200ن من عام 1967 – 750م) تقع في أرض بركانية وعرة على المنحدر الغربي لهضبة الجولان، جنوب وادي النسرة غرب قرية واسط وشمال تل مزار الشيخ شيبان، تشرف على سهل الحولة وهي على بعد (12) كم إلى الغرب من مدينة القنيطرة. تقوم فيها زراعة الحبوب والبقول وأشجار الكرمة بعلاً، وتربى فيها الأغنام والأبقار، تنتشر بين سكانها صناعة الحصر ومشتقات الألبان والدبس. تشرب من مياه الينابيع المحلية.